# 斯氏南鰍
斯氏南鰍（學名：Schistura spiesi）為輻鰭魚綱鯉形目條鰍科南鰍屬的其中一種。被IUCN列為易危保育類動物，分布於亞洲泰國Monk洞穴流域，本魚體延長，口下位，吻扁平，觸鬚3對，體色白色略帶桃色，無眼，體長可達11.9公分，棲息在洞穴底層水域，生活習性不明。

## 扩展阅读
維基物種上的相關：斯氏南鰍